# Ogunquit
Ogunquit ist eine Town im York County im US-Bundesstaat Maine. Im Jahr 2020 lebten dort 1577 Einwohner in 2104 Haushalten, in den Vereinigten Staaten werden auch Ferienwohnungen als Haushalte gezählt, auf einer Fläche von 11,1 km². Mit dem Wahlspruch "Beautiful Place by the Sea" ist Ogunquit eine beliebte Sommerfrische mit einer überdurchschnittlichen Konzentration an lesbischen und schwulen Gästen. Ogunquit bildet ein Teil der Metropolregion von Portland.

## Geographie
Nach Angaben des United States Census Bureaus hat Ogunquit eine Gesamtfläche von 11,1 km², wovon 10,6 km² auf Land und 0,5 km² (= 4,43 %) auf Gewässer entfallen. Der Ort liegt direkt am Atlantischen Ozean.

### Geographische Lage
Ogunquit liegt im Osten des York Countys, am Atlantischen Ozean. Der Ogunquit River fließt zunächst in östlicher Richtung entlang der nördlichen Grenze der Town, dann in südlicher Richtung und mündet im Atlantik. Im Süden des Stadtgebiets mündet der Josias River. Weitere kleinere Flüsse durchziehen das Gebiet, auf dem es keine Seen oder größere Erhebungen gibt.

### Nachbargemeinden
Alle Entfernungen sind als Luftlinien zwischen den offiziellen Koordinaten der Orte aus der Volkszählung 2010 angegeben.
- Norden: Wells, 9,6 km
- Südwesten: York, 7,4 km
- Westen: South Berwick, 13,6 km

### Stadtgliederung
In Ogunquit gibt es mit Ogunquit nur ein Siedlungsgebiet.

### Klima
Die mittlere Durchschnittstemperatur in Ogunquit liegt zwischen −6,1 °C (21 °F) im Januar und 20,6 °C (69 °F) im Juli. Damit ist der Ort gegenüber dem langjährigen Mittel der USA um etwa 9 Grad kühler. Die Schneefälle zwischen Oktober und Mai liegen mit bis zu zweieinhalb Metern mehr als doppelt so hoch wie die mittlere Schneehöhe in den USA; die tägliche Sonnenscheindauer liegt am unteren Rand des Wertespektrums der USA.

## Geschichte
Ogunquit, dessen Name in der Sprache der Abenaki-Ureinwohner etwa „Küstenlagune“ bedeutet, war zuerst eine Siedlung innerhalb der Dorfgemeindegrenzen von Wells, das 1641 besiedelt wurde. Die erste Sägemühle wurde 1686 erbaut und entlang des von Ebbe und Flut beeinflussten Ogunquit River betrieben. Schiffbau. Abgesehen von Schonern und Briggen bauten einheimische Schiffbauer den berühmten "Ogunquit dory".
Im Gebiet, das damals Fish Cove genannt wurde, in der Nähe des nicht schiffbaren Josias River, war die Fischerei die Haupteinkommensquelle. Jedoch war die Bucht nicht geschützt durch Landzungen oder Wellenbrecher vor atlantischen Stürmen, so dass die Fischer ihre Boote schützen mussten, indem sie sie jeden Abend ans Land trugen. Um einen sicheren Ankerplatz zu schaffen, bildeten sie die Fish Cove Harbor Association und gruben einen Kanal über Land, um Fish Cove mit dem Josias River zu verbinden. Als der Graben fertig war, drang Meereswasser ein und die Erosion half mit, die Passage zu verbreitern. Das von Ebbe und Flut beeinflusste Bassin, das sich daraus ergab, erhielt den Namen Perkins Cove. Eine handbetriebene Zugbrücke für Fußgänger überspannt die Mündung des Bassins, die zu den am häufigsten fotografierten Attraktionen des Bundesstaats Maine gehört. Wegen seines etwa fünf Kilometer langen, aus hellem Sand gebildeten Strands und Dünen, die eine Barrierenhalbinsel bilden, die wiederum mit dem Festland durch eine 1888 erbaute Brücke über den Ogunquit River verbunden ist, wurde das alte Dorf von Künstlern entdeckt. Es wurde eine beliebte Künstlerkolonie und Fremdenverkehrsziel. Insbesondere nach 1898, als die Ogunquit Art Colony gegründet wurde, war es keinesfalls ungewöhnlich, Künstler und Fischer zu sehen, wie sie ihre jeweiligen Berufe rund um Perkins Cove ausübten. Um den Besucherandrang im Sommer aufnehmen zu können, wurden einige große Seehotels erbaut. Ogunquit ist darüber hinaus für seinen Wanderweg, der den Namen "Marginal Way" trägt, bekannt. Dieser erstreckt sich etwa zweieinhalb Kilometer entlang der felsigen Küste vom südlich gelegenen Perkins Cove, einem Touristeneinkaufsgebiet, bis nach Ogunquit Beach in der Nähe der Ortsmitte und ist landschaftlich reizvoll.
Heute ist Ogunquit ein Ferienort. Er erlangte 1980 die Unabhängigkeit von Wells. Besucher kommen aus großer Entfernung, manche sogar aus Kanada.

### Einwohnerentwicklung
| Volkszählungsergebnisse – Town of Ogunquit, Maine | Volkszählungsergebnisse – Town of Ogunquit, Maine | Volkszählungsergebnisse – Town of Ogunquit, Maine | Volkszählungsergebnisse – Town of Ogunquit, Maine | Volkszählungsergebnisse – Town of Ogunquit, Maine | Volkszählungsergebnisse – Town of Ogunquit, Maine | Volkszählungsergebnisse – Town of Ogunquit, Maine | Volkszählungsergebnisse – Town of Ogunquit, Maine | Volkszählungsergebnisse – Town of Ogunquit, Maine | Volkszählungsergebnisse – Town of Ogunquit, Maine | Volkszählungsergebnisse – Town of Ogunquit, Maine |
| Jahr                                              | 1700                                              | 1710                                              | 1720                                              | 1730                                              | 1740                                              | 1750                                              | 1760                                              | 1770                                              | 1780                                              | 1790                                              |
| ------------------------------------------------- | ------------------------------------------------- | ------------------------------------------------- | ------------------------------------------------- | ------------------------------------------------- | ------------------------------------------------- | ------------------------------------------------- | ------------------------------------------------- | ------------------------------------------------- | ------------------------------------------------- | ------------------------------------------------- |
| Einwohner                                         |                                                   |                                                   |                                                   |                                                   |                                                   |                                                   |                                                   |                                                   |                                                   | 1296                                              |
| Jahr                                              | 1900                                              | 1910                                              | 1920                                              | 1930                                              | 1940                                              | 1950                                              | 1960                                              | 1970                                              | 1980                                              | 1990                                              |
| Einwohner                                         |                                                   |                                                   |                                                   |                                                   |                                                   |                                                   |                                                   | 944                                               | 1492                                              | 974                                               |
| Jahr                                              | 2000                                              | 2010                                              | 2020                                              | 2030                                              | 2040                                              | 2050                                              | 2060                                              | 2070                                              | 2080                                              | 2090                                              |
| Einwohner                                         | 1226                                              | 892                                               | 1577                                              |                                                   |                                                   |                                                   |                                                   |                                                   |                                                   |                                                   |

## Kultur und Sehenswürdigkeiten

### Theater

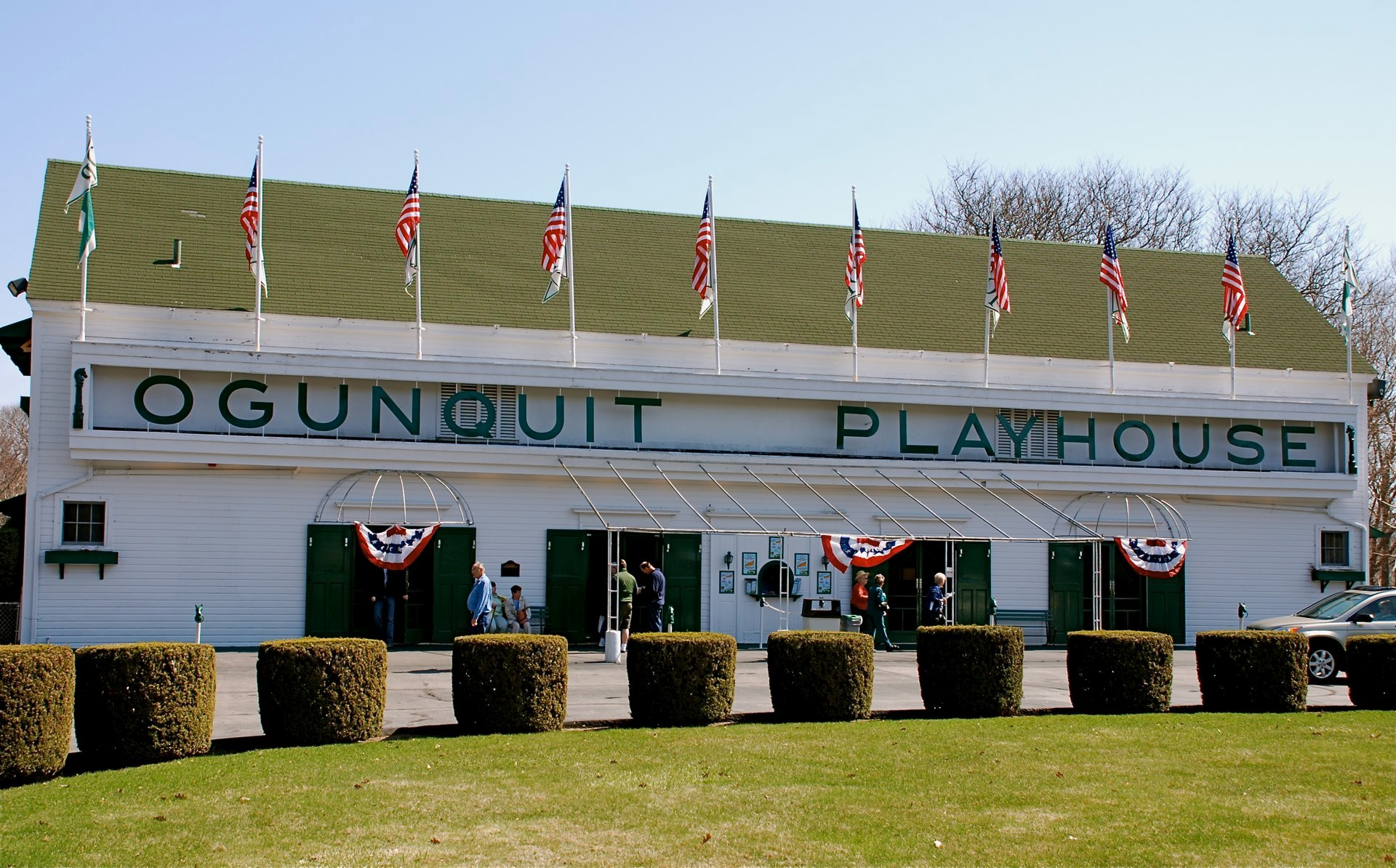
Ogunquit Playhouse

Mit dem Ogunquit Playhouse besitzt Ogunquit auch ein Theater, welches sich in einem denkmalgeschützten Gebäude befindet. Es befindet sich an der Main Street 10 (United States Route 1) in Ogunquit. Das Ogunquit Playhouse ist eines der letzten verbliebenen Sommertheater des Straw Hat Circuit, auch bekannt als Summer Stock, das immer noch Live-Musiktheater produziert.

### Museen

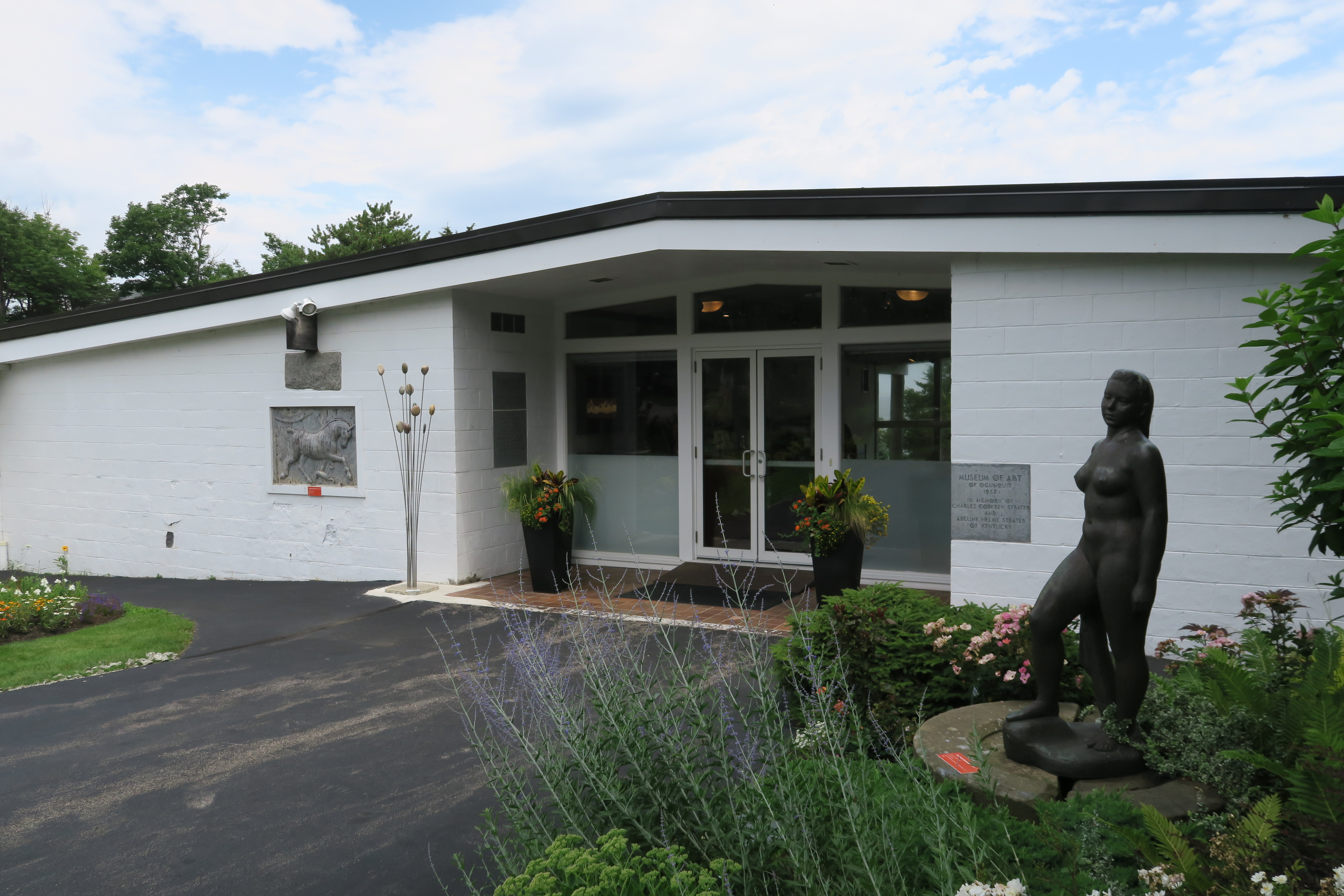
Ogunquit Museum of American Art

Das Ogunquit Museum of American Art ist ein eher kleines Kunstmuseum. Es besitzt eine Sammlung von mehr als 3000 Stücken in seiner ständigen Ausstellung. Es sammelt und zeigt moderne und zeitgenössische amerikanische Kunst. Die ständige Sammlung umfasst Gemälde, Skulpturen, Grafiken, Fotografie und neue Medien. Es befindet sich in seinem ursprünglichen Gebäude in der 543 Shore Road in Ogunquit, und aus dem Skulpturengarten lässt sich die Narrow Cove überblicken.

### Bauwerke
In Ogunquit wurden mehrere Bauwerke unter Denkmalschutz gestellt und ins National Register of Historic Places aufgenommen.
- Colonial Inn, 2012 unter der Register-Nr. 12000454.[12]
- Goodale-Bourne Farm, 1979 unter der Register-Nr. 79000177.[13]
- Goodale-Stevens Farm, 1979 unter der Register-Nr. 79000178.[14]
- Ogunquit Memorial Library, 1983 unter der Register-Nr. 83003706.[15]
- Ogunquit Playhouse, 1995 unter der Register-Nr. 95001458.[16]
- Charles Perkins House, 1979 unter der Register-Nr. 79000189.[17]
- Winn House, 1979 unter der Register-Nr. 79000194.[18]

## Wirtschaft und Infrastruktur

### Verkehr
Der U.S. Highway 1 führt als Main Street in Nord-Süd-Richtung durch das Stadtgebiet. Etwas weiter von der Küste entfernt verläuft der mautpflichtige Maine Turnpike (Interstate 95).

### Öffentliche Einrichtungen
In Lebanon gibt es keine medizinischen Einrichtungen. Die nächstgelegenen befinden sich in York und Sanford.
Die Ogunquit Memorial Library befindet sich in einem unter Denkmalschutz stehenden Gebäude an der 166 Shore Road, welches 1897 erbaut und 1983 in das National Register of Historic Places eingetragen wurde.

### Bildung
Ogunquit gehört mit Wells zum Wells-Ogunquit CSD.
Im Schulbezirk werden folgende Schulen angeboten:
- Wells Elementary School in Wells mit Klassen vom Kindergarten bis zum 4. Schuljahr
- Wells Junior High School in Wells mit Klassen vom 5. bis 8. Schuljahr
- Wells High School in Wells mit Klassen vom 9. bis 12. Schuljahr

Zudem befindet sich die Historical Society of Wells and Ogunquit (1862) ebenfalls in Wells.

## Persönlichkeiten

### Persönlichkeiten, die vor Ort gewirkt haben
- John Kendrick Bangs (1862–1922), Schriftsteller und Satiriker
- Marcia Oakes Woodbury (1865–1913), Malerin
- Rudolph Dirks (1877–1968), Comicpionier und Maler
- Walt Kuhn (1877–1949), Künstler
- John Dos Passos (1896–1970), Schriftsteller
- Frank E. Hancock (1923–1988), Anwalt und Politiker
- Jonathan Borofsky (* 1942), Künstler

## Trivia
Teile von Stephen Kings Buch The Stand spielen in Ogunquit. Ebenso Das Mädchen am Ende der Straße, in dem Ogunquit als Vorlage für das fiktive Wells Harbor dient. Auch kommt die Künstlerkolonie von Ogunquit in Katzenjammer Kauderwelsch vor.